# MacCumhail Park
Il MacCumhail Park è uno stadio irlandese della Gaelic Athletic Association, situato a Ballybofey, cittadina della contea di Donegal. Ha una capienza di circa 17500 posti a sedere ed è il campo di casa delle franchige di calcio gaelico e hurling della contea.
È dedicato a Seán MacCumhail (o Seán McCool), uno dei massimi espondenti dell'Irish Republican Army.